# Lac Vanasse
Lac Vanasse är en sjö i Kanada.   Den ligger i regionen Nord-du-Québec och provinsen Québec, i den östra delen av landet, 1 800 km norr om huvudstaden Ottawa. Lac Vanasse ligger 305 meter över havet. Arean är 21,9 kvadratkilometer. Den sträcker sig 6,6 kilometer i nord-sydlig riktning, och 8,0 kilometer i öst-västlig riktning.
Trakten runt Lac Vanasse består i huvudsak av gräsmarker. Trakten runt Lac Vanasse är nära nog obefolkad, med mindre än två invånare per kvadratkilometer.